# Georges Feray
Georges Feray, né le 16 juillet 1892 à Dieppe (Seine-Inférieure) et mort le 21 mars 1965 à Dieppe (Seine-Maritime) est un architecte français.

## Biographie
Il est le fils de Frumence Théophile Feray, professeur au collège dieppois Jehan-Ango.
En 1920, il sort diplômé de l'école des beaux-arts de Paris où il fut l'élève de Gustave Umbdenstock, architecte de la reconstruction dans le Nord–Pas-de-Calais. La même année, il obtient une médaille de bronze et d'une bourse d'études au salon des artistes français et le premier prix au concours d'architecture Achille Leclère.
Les insignes d'officier d'Académie lui sont remis en 1923.
L'église du Sacré-Cœur de Janval à peine livrée, il s'y marie le 8 avril 1931 avec Henriette Hélène Marie Gilbert, mannequin de profession. Elle resta en retrait de la vie mouvementée de son mari et le couple n'a aucune descendance.
En 1937, il est nommé directeur de l'école des beaux-arts de Rouen.
En 1938, Les Informations dieppoises relatent sa nomination au grade de chevalier de la Légion d'honneur.
Il est domicilié 69 rue Thiers puis 8 rue Desmarest à Dieppe.
En 1945, il est nommé au poste d'architecte en chef de la reconstruction de la Seine-Inférieure. En cette qualité, il coordonne les chantiers de réédification de Dieppe, Le Tréport, Eu et Londinières. La même année, il devient membre du conseil régional de l'Ordre des architectes.
Le musée de l'Horlogerie de Saint-Nicolas-d'Aliermont a consacré une exposition à l'architecte. La plaquette éditée à cette occasion comporte un assez complet recensement de ses œuvres et comporte des illustrations, inaccessibles par d'autres moyens légaux.

## Réalisations

### Constructions
- Église du Sacré-Cœur de Janval à Dieppe (1924-1926), édifice  Inscrit MH (2002) [2] : Georges Feray s'est adjoint, comme pour la villa Perrotte, son confrère Louis Filliol pour élaborer cette église construite par l’entrepreneur rouennais Georges Lanfry. Le sociologue et philanthrope Paul de Laborde-Noguez est à l'initiative du projet, comme complément de l'expansion du quartier ouvrier de Janval. L'architecture de l'église adopte un parti régionaliste. Le motif en damier en petit appareil de brique dissimule l'ossature en béton. Elle comporte un clocher-porche, trois vaisseaux donnant sur une abside avec déambulatoire, un transept saillant et une crypte sous le chœur. Un petit cloître intérieur dessert la sacristie. L'ensemble est complété par un presbytère de même style. Cette église est traitée sur un mode plus traditionnel que l'église Saint-Jean-Eudes de Rouen, construite à la même époque et dans un contexte similaire, aussi bien dans le plan, le parti formel que dans l'emploi réduit et dissimulé du béton.
- Villa Perrotte à Dieppe (Seine-Maritime) (1928), édifice  Inscrit MH (2012) [3],[4] : Georges Feray s'est adjoint son confrère Louis Filliol pour élaborer cette villa moderne et fonctionnelle, bâtie dans le style Art déco. L'architecture extérieure se caractérise par des volumes géométriques et asymétriques. L'intérieur est pourvu d'un décor raffiné (mobilier encastré, cheminées en marbre, grand vitrail rouge et argent…). Une cour minérale d'entrée et un jardin clos de murs au sud composent l'espace extérieur au tracé très structuré, élaboré en association étroite avec l'architecture.
- Café des Tribunaux à Dieppe (1928)
- Villas jumelées L'Ailly (1929)[5], avenue de l'Esplanade (divers ajouts extérieurs, surélévations et toit-terrasse d'origine modifié depuis)
- Quincaillerie Leveau (1930)[5],[6]
- Maison dite villa Simon (vers 1930), actuel greffe du tribunal de commerce de Dieppe[7]
- Tombe du maire Bénoni Ropert, Ernest Henri Dubois sculpteur (1931)[8]
- Villa Aramys (1931)[5], avenue des Belges (toit-terrasse modifié)
- École de filles (1931) à Grandcourt (Seine-Maritime)[9]
- Usine d'auto-curage (1932-1933)[5]
- Hôtel des Douanes / Bâtiment des Ponts et Chaussées Maritimes à Dieppe (1935), mettant en œuvre la brique de verre Navada pour la tour-escalier
- Mairie-école de Berneval-le-Grand (transformation) (1935-1936)
- Immeuble, 8 rue de Port-Mahon à Paris (1936)
- Pavillon de la Normandie[10], pour l'exposition universelle de 1937 à Paris, en collaboration avec Pierre Dureuil[11], Robert Dufour[12], Jean Hébert[13] et André Robinne
- Société industrielle de décolletage automatique à Saint-Nicolas-d'Aliermont (1940)
- La cabine de manœuvre du pont Ango (1950)[14]
- Les Nouvelles Galeries à Rouen (1950-1953), avec André Robinne
- Immeubles à appartements remplaçant les villas du front de mer (bombardées en 1944), esplanade Louis-Aragon, au Tréport (1955), en association avec Henri Tougard et François Herr.

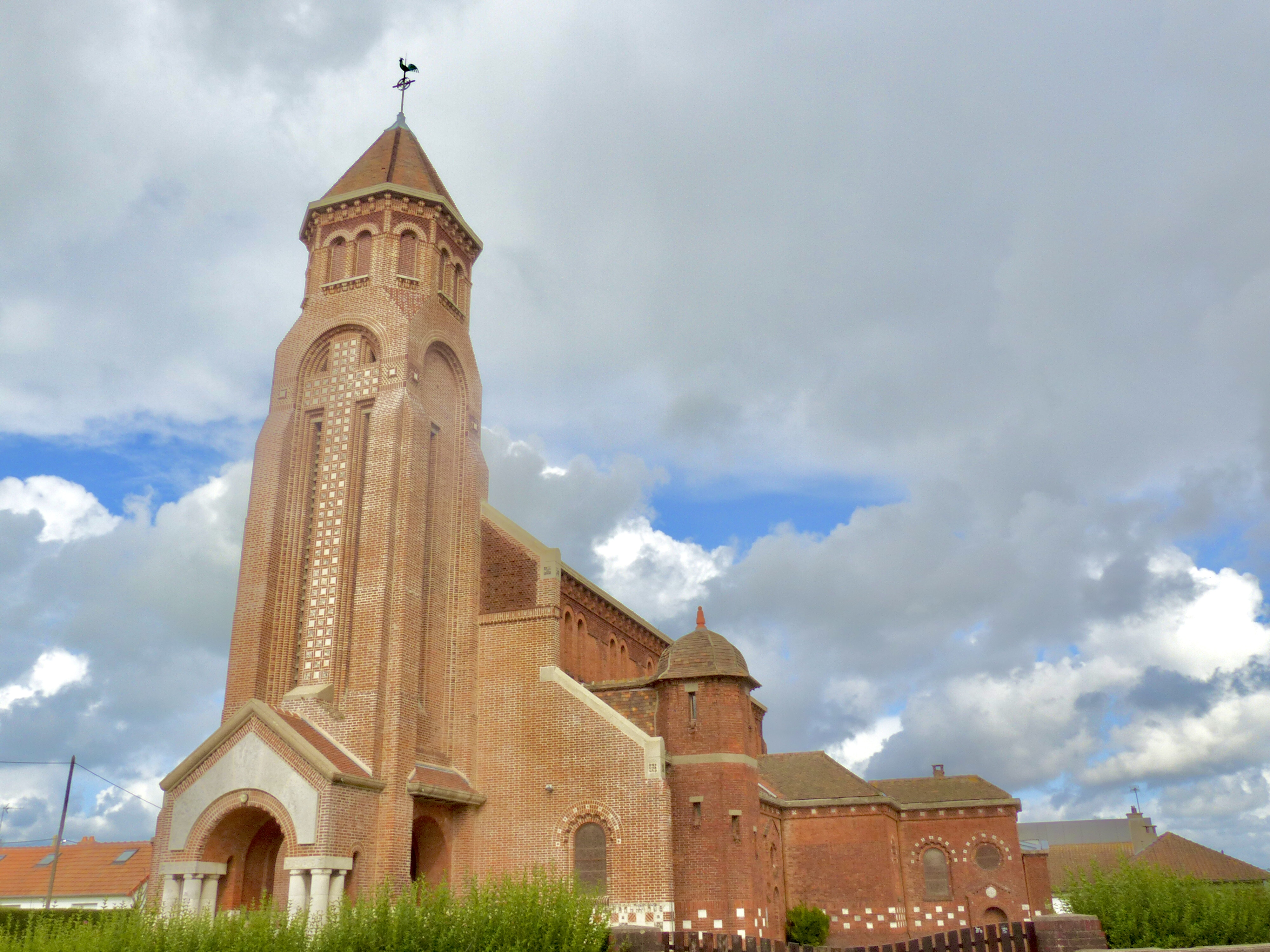
Église du Sacré-Cœur de Janval.
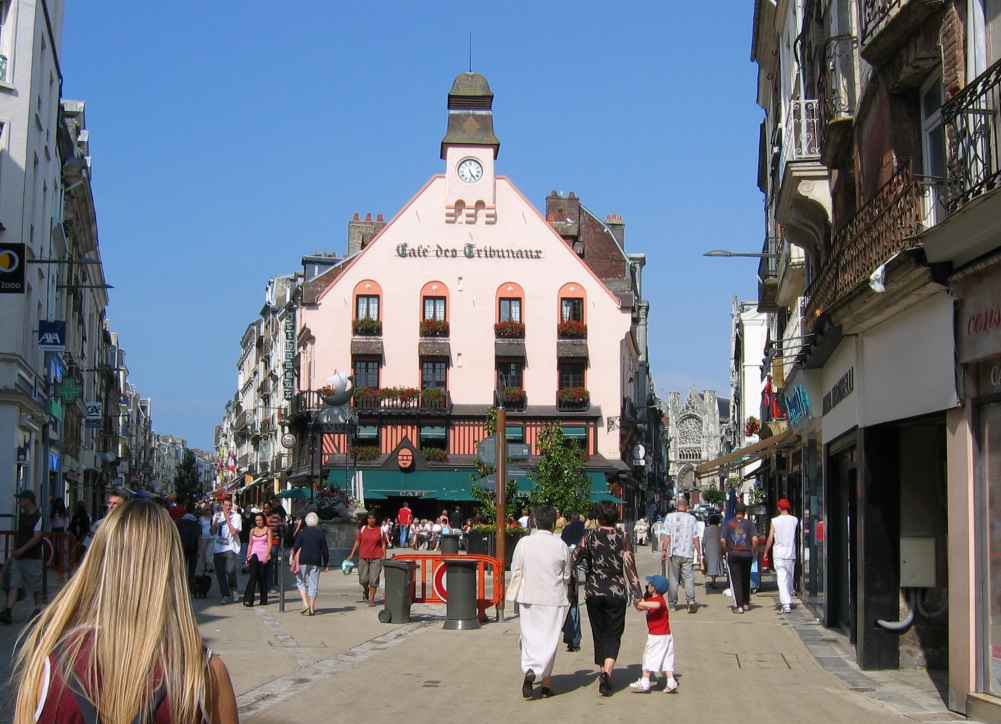
Café des Tribunaux.
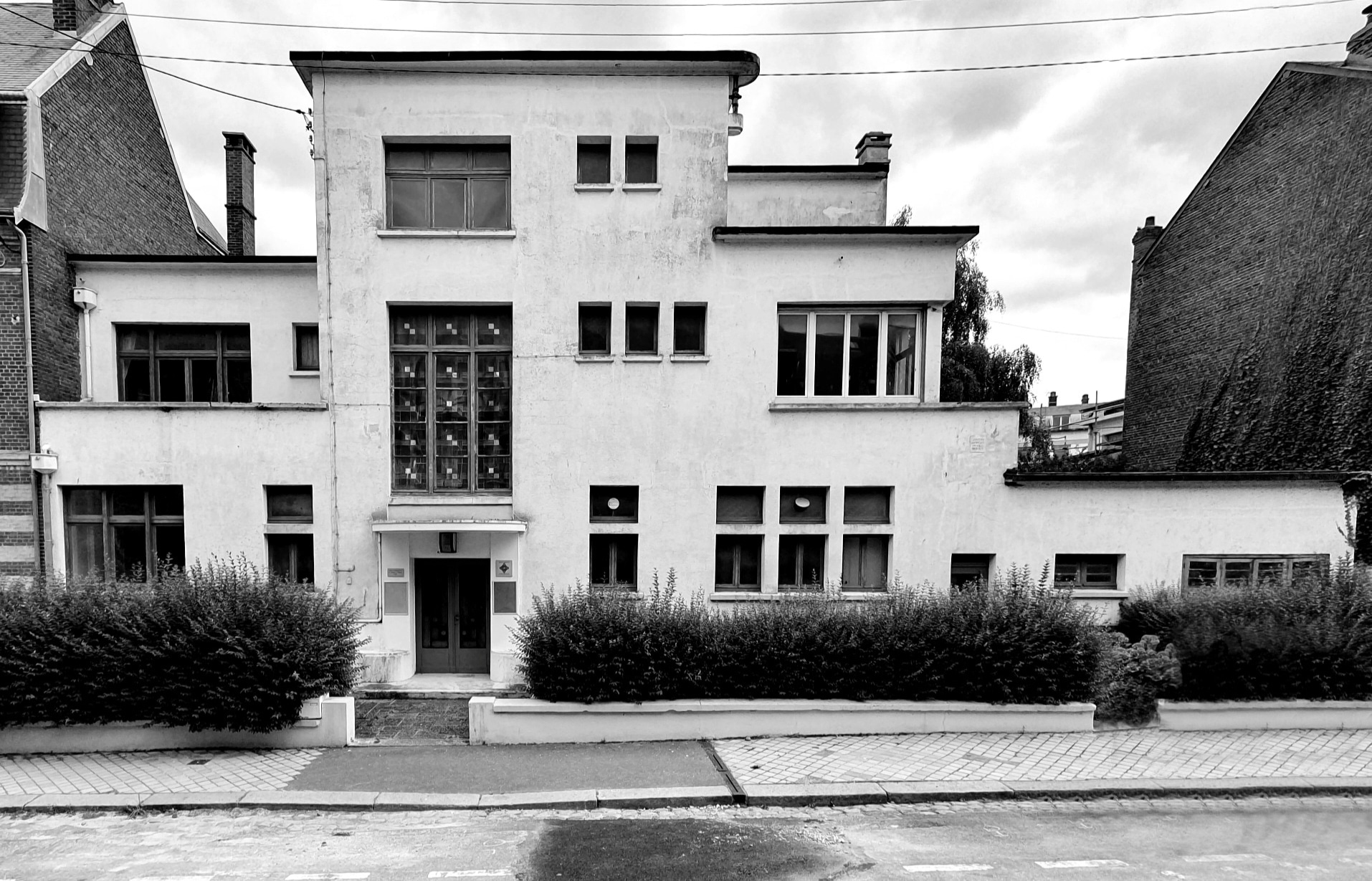
Villa Perrotte.
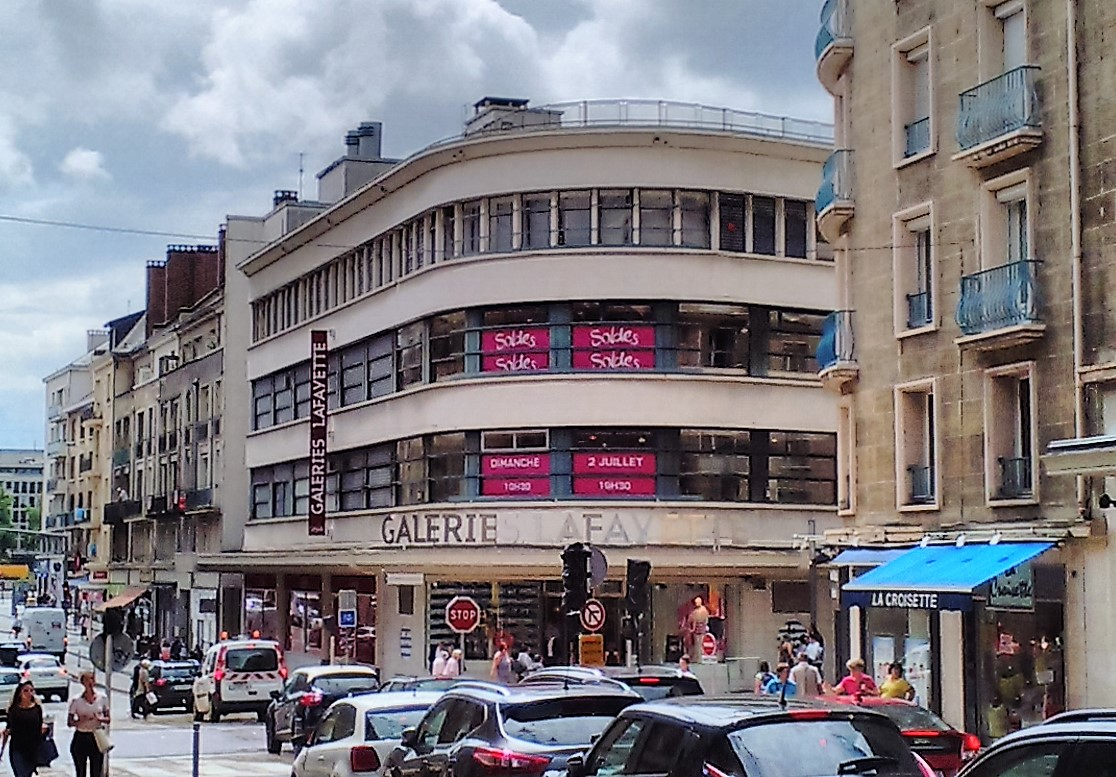
Les Nouvelles Galeries à Rouen.

### Monuments commémoratifs
- Monument de la Victoire, 1925[15], orné des sculptures en bronze réalisées par Ernest Henri Dubois
- Monument de l'Amitié franco-canadienne, en collaboration avec Léon Ghiot
- Monument funéraire en mémoire de l'explorateur huguenot dieppois Jean Ribault

### Talents paysagers non éclos
De magnifiques projets d'aménagements paysagers ont été légués :
- parc Jehan Ango sur le comblement du bassin de Bérigny
- projet de réorganisation du front de mer, à la forme d’un paquebot de croisière

### Arts décoratifs
- coupe Jean-Savoye (1935)[16]

## Élèves
- Georges Mirianon en 1928[17]

## Distinctions
- Officier d'académie (1923).
- Chevalier de la Légion d'honneur (1938), pour sa participation à l'Exposition universelle de 1937.